# Diocese de Ekwulobia
A Diocese de Ekwulobia (em latim: Dioecesis Ekvulobianus) é uma diocese localizada no estado de Anambra, na província eclesiástica de Onitsha, na Nigéria.
O primeiro bispo de Ekwulobia, Peter Ebere Okpaleke, foi empossado em 29 de abril de 2020.

## História
- 5 de março de 2020: Estabelecida como Diocese de Ekwulobia pela Diocese de Awka.[2]

## Prelados
|       | Nome                         | Período | Notas |
| Bispo | Bispo                        | Bispo   | Bispo |
| ----- | ---------------------------- | ------- | ----- |
| 1º    | Peter Ebere Cardeal Okpaleke | 2020-   | Atual |